# Arros
Arros – rzeka we Francji, przepływająca przez tereny departamentów Pireneje Wysokie oraz Gers, o długości 131 km. Stanowi prawy dopływ rzeki Adour.